# Srbosjek

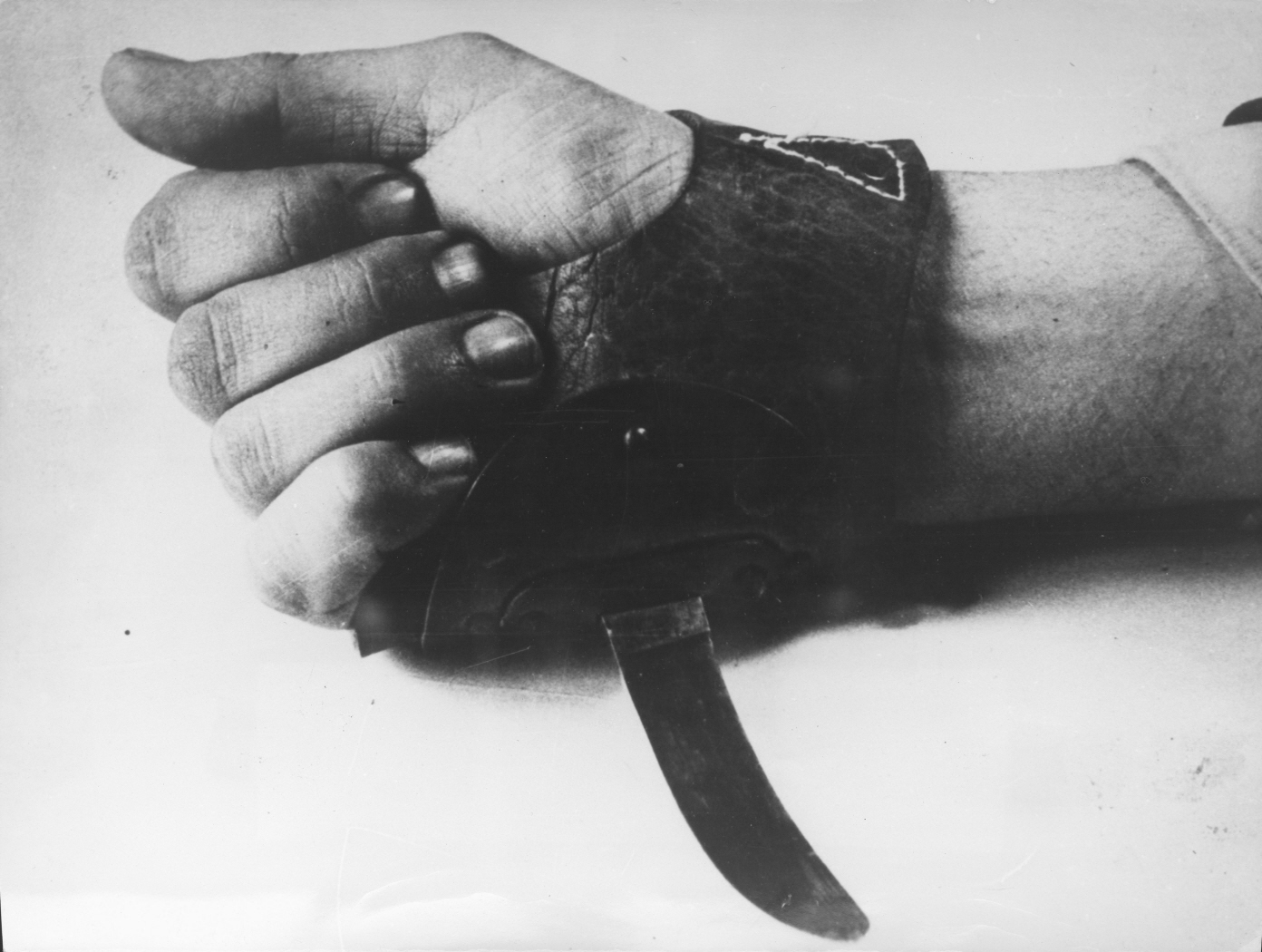
Gant et couteau Srbosjek.

Le Srbosjek est un outil, utilisé dans les Balkans, composé d'un gant de cuir et d'une lame incurvée d'environ 12 centimètres, ressortant sur la tranche de la main. Le couteau est fixé à une plaque de cuivre ovale inclinée, la plaque étant elle-même fixée sur un bracelet de cuir épais. Il s'agit à l'origine d'un outil agricole destiné à trancher les fagots de blé. Sa renommée est cependant liée à l'usage qui en a été fait par les Oustachis, sous le régime de l'État indépendant de Croatie, durant la Seconde Guerre mondiale.
Le nom du Srbosjek est traduisible par « tue-Serbe » ou « Coupeur de Serbes » : l'outil a en effet été utilisé par les Oustachis afin de pouvoir tuer plus facilement leurs prisonniers serbes. Le couteau permettait de trancher les gorges en suivant la courbure du cou, et, ainsi, de tuer aussi rapidement et facilement que possible. Le couteau aurait été fabriqué pendant la Seconde Guerre mondiale par les Allemands dans l'usine Gebrüder Gräfrath de Solingen-Widderit, pour répondre à une commande spéciale du gouvernement croate d'Ante Pavelić. 
Dans le camp d'extermination de Jasenovac, des concours d'égorgement de prisonniers serbes auraient été organisés par les Oustachis : le « champion » de cette compétition, Petar Brzica, aurait tranché la gorge de 1 360 prisonniers en une nuit,.